# 12 Pułk Ułanów Podolskich

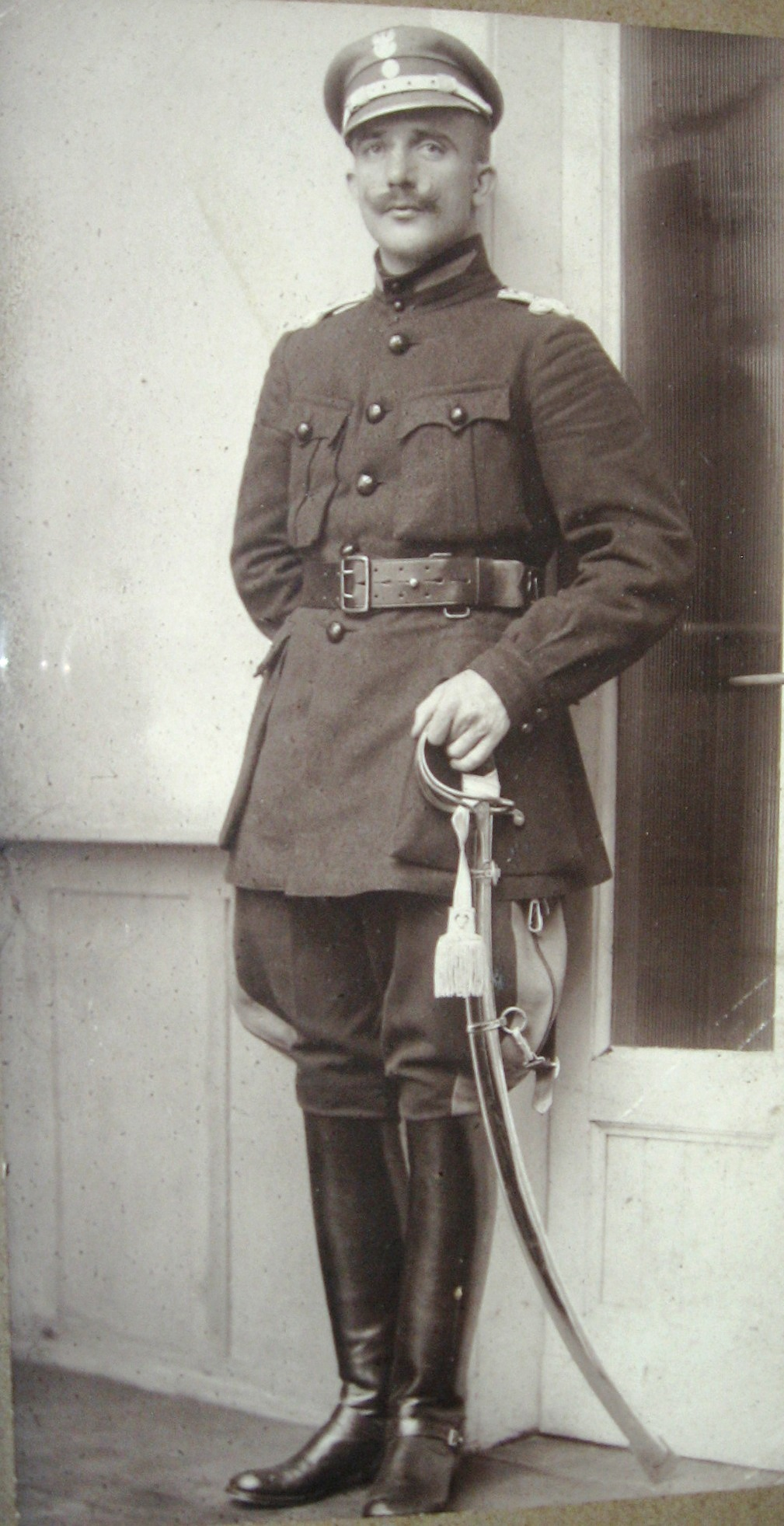
Porucznik 12 Pułku Ułanów Podolskich; Antoni Zaremba, 1920 r.

12 Pułk Ułanów Podolskich (12 puł.) – oddział kawalerii Wojska Polskiego II RP.

## Tradycje
Rodowód 12 pułku Ułanów Podolskich wywodzi się z epoki Księstwa Warszawskiego. 8 czerwca 1809 powstał 5 Pułk Jazdy Francusko-Galicyjskiej dowodzonej przez pułkownika Gabriela Rzyszczewskiego. Po włączeniu oddziałów francusko-galicyjskich do armii polskiej 5 pułk został przemianowany na 12 pułk ułanów używając na pamiątkę barw czerwono-biało-niebieskich.
Ponowne odtworzenie pułku nastąpiło w czasie powstania listopadowego. Oddziały partyzanckie połączone z wojskami regularnymi tworzyły w Czabiszkach 12 pułk ułanów. Na dowódcę 26 maja 1830 został wyznaczony major ks. Jan Giedroyć. W końcowej fazie walk powstańczych pułk wziął udział w bitwie pod Powendeniami i Nowym Miastem Żmudzkim, gdzie dowódca pułku otrzymał 3 rany postrzałowe w wyniku czego zmarł. Wkrótce oddziały zostały okrążone i rozbrojone.

## Formowanie i zmiany organizacyjne
Po raz trzeci w swojej historii pułk odrodził się w czasach II Rzeczypospolitej w lutym 1919. Zawiązkiem pułku był wydzielony 9 grudnia 1917 z 1 Pułku Kirasjerów Gwardii Rosyjskiej (tzw. „żółtych”) oddział jazdy. Dołączyły do niego inne oddziały jazdy dowodzone przez Polaków. Powstała 1 Chorągiew Kirasjerów Polskich z dowódcą podrotmistrzem Antonim Czudowskim (wraz z nimi m.in. Włodzimierz Kownacki, bracia Adam i Mateusz Szuszkiewicz), która po połączeniu z Polakami wydzielonymi z 11 Dywizji Kawalerii rosyjskiej została przemianowana na I dywizjon pułku kirasjerów polskich. Po całkowitym naborze jednostka została przemianowana na 2 pułk strzelców konnych 17 stycznia 1918. Następnie dokonano kolejnych zmian nazwy jednostki: 7 marca 1918 na 5 pułk ułanów, 20 kwietnia 1918 na 7 pułk ułanów, nowym dowódcą został wówczas płk Henryk Kuncman. W miejscu kwaterowania zaczęły pogarszać się stosunki z ludnością ukraińską. 14 kwietnia pod wsią Kanawą Ukraińcy zabili dowódcę pułku.
10 czerwca 1918 nastąpiła powolna likwidacja pułku na żądanie austriackich wojsk okupacyjnych. Podczas walk o Lwów w 1918 Naczelny Wódz zarządził sformowanie oddziału ochotniczego jazdy. Z 7 pułku ułanów III Korpusu Polskiego sformował się oddział nazwany Szwadronem Jazdy Województwa Warszawskiego Odsieczy Lwowa, broniący później we Lwowie rogatki Żółkiewskiego i wsi Zboiska. W Warszawie powstał nowy szwadron, z którego po walce powstał dywizjon z rtm. Zygmuntem Rudnickim na czele. 19 lutego 1919 nadano nazwę 12 pułku Odsieczy Lwowa z nowym dowódcą płk. Józefem Tokarzewskim. 7 maja 1919 pułk dostał sztandar ufundowany przez państwo Władysławowstwo Belina-Brzozowskich, ziemian z Podola. Matką chrzestną sztandaru była Maria z Ostrowskich Władysławowa Brzozowska. Matką Pułku nazwano ks. Izabelę Radziwiłłową, która ufundowała dla pułku szable nazwane „Radziwiłłówkami”, orzełki z liczbą „12” i nowe ułanki. 
| Obsada personalna pułku w 1920 | Obsada personalna pułku w 1920                  |
| Stanowisko                     | Stopień, imię i nazwisko                        |
| ------------------------------ | ----------------------------------------------- |
| Dowódca pułku                  | mjr Zbigniew Brochwicz Lewiński (ranny 19 VIII) |
| Dowódca pułku                  | rtm. Tadeusz Komorowski (od 19 VIII)            |
| Dowódca pułku                  | rtm. Tadeusz Dziewicki (od 31 VIII)             |
| Dowódca pułku                  | rtm. Antoni Szuszkiewicz (36 IX)                |
| Dowódca pułku                  | płk Mikołaj Koiszewski (od 6 IX)                |
| Adiutant                       | por. Michał Grocholski                          |
| Adiutant                       | ppor. Otton Węcławowicz                         |
| Zastępca dowódcy               | mjr Włodzimierz Kownacki                        |
| Zastępca dowódcy               | ppor. Stefan Humnicki                           |
| Lekarz                         | ppor. lek. Otton Piotrowski                     |
| Lekarz weterynarii             | ppor. lek. wet. Adam Namaczyński                |
| Dowódca I dywizjonu            | rtm. Teodor Suchodolski                         |
| Dowódca II dywizjonu           | rtm. Antoni Czudowski                           |
| Dowódca 1 szwadronu            | por. Edward Karpiński                           |
| Dowódca plutonu                | por. Czesław Nowacki                            |
| Dowódca plutonu                | ppor. Stanisław Cichocki                        |
| Dowódca plutonu                | ppor. Witold Jabłoński                          |
| Dowódca 2 szwadronu            | por. Zygmunt Miłkowski                          |
| Dowódca plutonu                | ppor. Tadeusz Głębocki                          |
| Dowódca plutonu                | ppor. Mateusz Iżycki                            |
| Dowódca plutonu                | ppor. Zygmunt Nadratowski                       |
| Dowódca plutonu                | ppor. Mieczysław Techler                        |
| Dowódca plutonu                | ppor. Jan Woyda                                 |
| Dowódca 4 szwadronu            | ppor. Jerzy Krzeczkowski                        |
| Dowódca 4 szwadronu            | por. Julian Zbrowski                            |
| Dowódca plutonu                | ppor. Bolesław Szabłowski                       |
| Dowódca plutonu                | pchor. Strauss                                  |
| Dowódca szwadronu km           | rtm. Karol Radziwiłł                            |
| Dowódca szwadronu technicznego | por. Włodzimierz Rutkowski                      |
| Dowódca plutonu                | ppor. Jan Chojnacki                             |
| Dowódca plutonu                | ppor. Halik                                     |
| Oficer pułku                   | por. Włodzimierz Kalinowski († 19 VIII)         |
| Oficer pułku                   | por. Adolf Medyna                               |
| Oficer pułku                   | por. Jerzy Pluta                                |
| Oficer pułku                   | ppor. Stefan Hahn                               |
| Oficer pułku                   | ppor. Zdzisław Tłustochowski                    |
| Oficer pułku                   | pchor. Marian Wasiutyński Lechno († 14 VIII)    |

## Pułk w walce o granice
9 maja 1919 wyruszył na front Małopolski Wschodni wydzielony dywizjon złożony z dwóch szwadronów, którymi dowodził mjr Rudnicki. Dywizjon zdobył Borysław, Bolechów. Nastąpiła zamiana dowódcy dywizjonu – nowym dowódcą został rtm. Antoni Szuszkiewicz. Dywizjon wszedł w skład 3 Brygady Jazdy. Jako jednostka posuwająca się na czele zdobył Mokrą Wolę. Przy pomocy 2 pułku ułanów miejscowość Lachowce, a z pomocą baterii 3 dak zdobył miasto Zasław. Za oswobodzenie miasta mieszkańcy ufundowali „pułkowi” pamiątkowy proporzec, który przekazał dowódcy pułku płk. Józefowi Tokarzewskiemu gen. Jan Sawicki. 25 października 1919 pułk uzyskał oficjalny tytuł Ułanów Podolskich, a od 27 października do 10 lutego wziął udział w zajmowaniu Pomorza oraz zaślubinach z morzem.
W kampanii przeciw Rosji Sowieckiej w 1920 pułk działał pod rozkazami gen. Sawickiego w 3 Brygadzie Jazdy. Pułk zdobył wsie: Fedorówkę, Slipczyce, Białą Cerkiew. W składzie 3 Brygady Jazdy wziął udział w bitwach pod Bereźną, Rohoźną, Samhorodkiem, Ozierną. W obronie Śnieżnej podczas krwawej szarży został ciężko ranny dowódca płk Józef Tokarzewski. Dowódcą został powtórnie mjr Rudnicki. Następne bitwy pułk stoczył pod Wernyhorodkiem, Białopolem, Czerwoną, Równem. Pułk walczył w ramach wielu brygad. Po reorganizacji pułku z powodu wyszczuplenia stanu do 100 szabel nastąpiła zmiana dowódcy. Nowym dowódcą został ppłk Stanisław Szantyr. Wkrótce po błędzie dowódczym został usunięty z funkcji, a obowiązki objął rtm. Szuszkiewicz. 12 sierpnia powstała zreorganizowana 1 Dywizja Jazdy, w której w składzie 6 BJ pod dowództwem płk. Konstantego Plisowskiego znalazł się 12 pułk Ułanów Podolskich wraz z doborowymi pułkami kawalerii – 1 pułkiem Ułanów Krechowieckich i 14 pułkiem Ułanów Jazłowieckich. W pierwszym dniu istnienia dywizja stoczyła bój pod Radziechowem, gdzie wyróżnił się pułk. Nastąpiła kolejna zmiana dowódcy. Funkcję objął mjr Zbigniew Brochwicz-Lewiński. Jednak w czasie zdobywania wzgórza nr 265 (Żółtańce) okupionego wieloma rannymi i zabitymi prowadząc pułk do szarży został ciężko ranny. Na miejsce rannego dowódcy wyznaczono rtm. 9 pułku ułanów, Tadeusza Bora-Komorowskiego. Pułk wziął udział w bitwie pod Komarowem. W walkach został ranny dowódca rtm. Komorowski. Dowodził pułkiem 9 dni. Na jego miejsce wyznaczony został rtm. Tadeusz Dziewicki, oficer 1 pułku ułanów. W pościgu za konną Armią Budionnego pułk zdobył miejscowość Łaszczów. W walce o Kmiczyn został ranny rtm. Dziewicki i ponownie obowiązki przejął Szuszkiewicz. Pułk zdobył Modryn. Dowództwo objął płk. Mikołaj Koiszewski. Pułk zdobył Wojmin. W bitwie pod Ołyką wziął udział 1, 2 i 4 szwadron.

### Kawalerowie Virtuti Militari
| Żołnierze pułku odznaczeni Krzyżem Srebrnym Orderu Wojskowego Virtuti Militari za wojnę 1918–1920 | Żołnierze pułku odznaczeni Krzyżem Srebrnym Orderu Wojskowego Virtuti Militari za wojnę 1918–1920 | Żołnierze pułku odznaczeni Krzyżem Srebrnym Orderu Wojskowego Virtuti Militari za wojnę 1918–1920 |
| ------------------------------------------------------------------------------------------------- | ------------------------------------------------------------------------------------------------- | ------------------------------------------------------------------------------------------------- |
| płk Henryk Kuncman                                                                                | płk Józef Tokarzewski                                                                             | płk Mikołaj Antoni Koiszewski*                                                                    |
| mjr Włodzimierz Kownacki*                                                                         | rtm. SG Kazimierz Czerwiński                                                                      | rtm. Antoni Szuszkiewicz                                                                          |
| rtm. Tadeusz Komorowski                                                                           | rtm. Jan Sobański                                                                                 | rtm. Julian Bolesław Zbrowski*                                                                    |
| śp. rtm. Stefan Hahn*                                                                             | rtm. Adolf Medyna                                                                                 | por. Witold Jabłoński                                                                             |
| śp. por. Mateusz Szuszkiewicz*                                                                    | por. Zygmunt II Miłkowski*                                                                        | por. Jerzy Deskur*                                                                                |
| por. Mateusz Iżycki*                                                                              | śp. ppor. Stefan de Latour*                                                                       | ppor. Michał Grocholski*                                                                          |
| ppor. Remigiusz Grocholski                                                                        | ppor. Mieczysław Tachler*                                                                         | ppor. Chryzant Dunin-Borkowski *                                                                  |
| śp. pchor. Marian Wasiutyński*                                                                    | wachm. Jan Jastrzębski*                                                                           | chor. Aleksander Jakubowicz                                                                       |
| wachm. Stanisław Ładziński*                                                                       | wachm. Jerzy Wojciechowski*                                                                       | plut. Józef Pożak*                                                                                |
| plut. Zygmunt Stefański*                                                                          | plut. Adam Ciechoński*                                                                            | plut. Józef Czerwiński*                                                                           |
| kpr. Władysław Goworowski*                                                                        | kpr. Jan Nowicki*                                                                                 | kpr. Józef Kurowicki*                                                                             |
| kpr. Stanisław Czarnecki*                                                                         | kpr. Kazimierz Maciejewski*                                                                       | st. uł. Aleksandr Napieraj*                                                                       |
| st. uł. Stanisław Konowrocki*                                                                     | uł. Jan Kowalski*                                                                                 | uł. Jan Podgórski*                                                                                |

## Pułk w okresie pokoju
W latach międzywojennych pułk stacjonował w Białokrynicy pod Krzemieńcem. W 1921 r. oddział został wyłączony ze składu VI Brygady Jazdy i podporządkowany dowódcy II Brygady Jazdy wraz z 19 pułkiem ułanów, 21 pułkiem ułanów i 2 dywizjonem artylerii konnej. W okresie II Rzeczypospolitej zmarli żołnierze pułku byli chowani w Krzemieńcu na Cmentarzu Kałantyr na przedmieściu Syczówka.
2 lutego 1923 r. nastąpiło wręczenie nowego sztandaru przez marszałka Józefa Piłsudskiego. Fundatorem był adiutant pułku, stary Podolak rtm. Michał Grocholski. Od 1923 wprowadzono innowacje. Zmieniono datę święta pułkowego z 19 grudnia na 7 maja, rocznicę wręczenia pierwszego sztandaru. Odszedł dowódca płk Koiszewski. Nowym dowódcą został najstarszy oficer płk Zygmunt Rudnicki nazwany później „Papą”. W 1924 II Brygada Jazdy została przemianowana na 2 Samodzielną Brygadę Kawalerii. 13 listopada 1926 dowództwo brygady objął płk dypl. Władysław Anders i sprawował je do wiosny 1937 r. W 1929 r. dowódcą pułku został podpułkownik Rudolf Rupp z 2 pułku Szwoleżerów Rokitniańskich. W 1931 r. nowym dowódcą został ppłk dypl. Bronisław Rakowski, legionista. W 1935 r. poczet sztandarowy wziął udział w pogrzebie marszałka Piłsudskiego. W 1936 r. nastąpiła zmiana na stanowisku dowódcy pułku. Został nim ppłk Andrzej Kuczek. 1 kwietnia 1937 r. 2 Samodzielna Brygada Kawalerii została przemianowana na Kresową Brygadę Kawalerii, a jej dowództwo objął płk Marian Przewłocki, który do czasu awansu na generała brygady występował w barwach pułku.

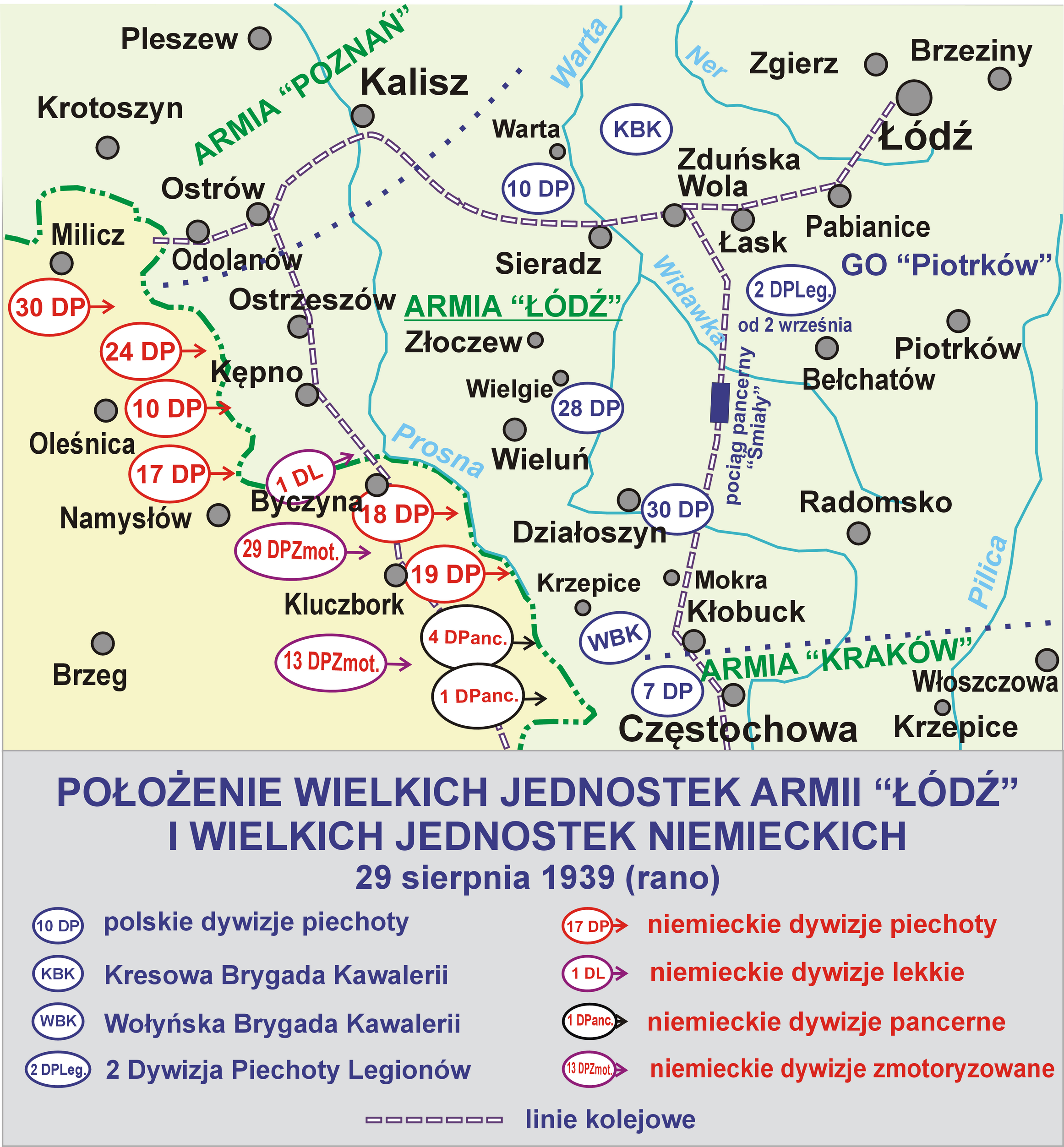
Pułk walczył w składzie Wołyńskiej BK

| Pułk w planie mobilizacyjnym „S” | Pułk w planie mobilizacyjnym „S” | Pułk w planie mobilizacyjnym „S” |
| Nazwa pododdziału                | Miejsce mobilizacji              | Termin                           |
| -------------------------------- | -------------------------------- | -------------------------------- |
| dowódca pułku z drużyną          | Krzemieniec                      | alarm                            |
| pluton łączności                 | Krzemieniec                      | alarm                            |
| 1÷4 szwadrony                    | Krzemieniec                      | alarm                            |
| szwadron karabinów maszynowych   | Krzemieniec                      | alarm                            |
| szwadron kawalerii nr 33         | Zamość                           | 7                                |
| pluton ckm nr 33                 | Zamość                           | 7                                |
| kolumna taborowa nr 271          | Zamość                           | 5                                |
| kolumna taborowa nr 274          | Zamość                           | 8                                |
| kolumna taborowa nr 286          | Zamość                           | 12                               |
| uzupełnienie do czasu „W”        | Zamość                           | 5                                |
| szwadron marszowy 1/12 puł       | Zamość                           | 18                               |
| szwadron zapasowy                | Zamość                           | do 15                            |
| PKU Krzemieniec                  | Krzemieniec                      | alarm                            |

| Obsada personalna i struktura organizacyjna w marcu 1939 | Obsada personalna i struktura organizacyjna w marcu 1939 |
| Stanowisko                                               | Stopień, imię i nazwisko                                 |
| -------------------------------------------------------- | -------------------------------------------------------- |
| dowódca pułku                                            | ppłk Andrzej Kuczek                                      |
| I zastępca dowódcy                                       | mjr Józef Juniewicz                                      |
| adiutant                                                 | rtm. Jan Kanty Zbroski                                   |
| naczelny lekarz medycyny                                 | kpt. lek. Stefan Rettinger                               |
| lekarz weterynarii                                       | kpt. lek. wet. Eugeniusz Hoffman                         |
| II zastępca dowódcy (kwatermistrz)                       | mjr Karol Rudnicki                                       |
| oficer mobilizacyjny                                     | mjr Lucjan Wygonowski                                    |
| zastępca oficera mobilizacyjnego                         | por. adm. (kaw.) Stefan Smolski                          |
| oficer administracyjno-materiałowy                       | por. Stanisław Kazimierz Brzeziński                      |
| dowódca szwadronu gospodarczego                          | rtm. Jan Kanty Zbroski                                   |
| oficer gospodarczy                                       | por. int. Emil Ignacy Jahn                               |
| oficer żywnościowy                                       | rtm. adm. (kaw.) Edward Lachowicz                        |
| dowódca plutonu łączności                                | por. Michał Szrek                                        |
| dowódca plutonu kolarzy                                  | vacat                                                    |
| dowódca plutonu ppanc.                                   | por. Eugeniusz Michał Sierosławski                       |
| dowódca 1 szwadronu                                      | por. Leon Będkowski                                      |
| dowódca plutonu                                          | ppor. Włodzimierz Jerzy Tabaka                           |
| dowódca 2 szwadronu                                      | p.o. por. adm. (kaw.) Romuald Michał Traichel            |
| dowódca plutonu                                          | ppor. Mirosław Dziekoński                                |
| dowódca 3 szwadronu                                      | rtm. Jerzy Hollak                                        |
| dowódca plutonu                                          | ppor. Jerzy Dobrzeniecki                                 |
| dowódca 4 szwadronu                                      | rtm. Włodzimierz Cucjiew                                 |
| dowódca plutonu                                          | ppor. Józef Czulak                                       |
| dowódca szwadronu km                                     | p.o. por. Eugeniusz Michał Sierosławski                  |
| dowódca plutonu                                          | ppor. Kazimierz Florkowski                               |
| dowódca szwadronu zapasowego                             | rtm. Jan Chojnacki                                       |
| zastępca dowódcy                                         | vacat                                                    |
| odkomenderowany                                          | rtm. Olgierd Jan Suryn                                   |
| na kursie                                                | rtm. Antoni Kropielnicki                                 |
| w więzieniu                                              | por. Bolesław Rawa                                       |

## II wojna światowa

### Pułk w kampanii wrześniowej
Pułk został zmobilizowany w mobilizacji alarmowej 22 sierpnia, kilka dni wcześniej od macierzystej Kresowej Brygady Kawalerii, dlatego otrzymał rozkaz zmiany przynależności w ramach Armii „Łodź”. Został włączony w skład Wołyńskiej Brygady Kawalerii pod dowództwem płk. dypl. Juliana Filipowicza i 25 sierpnia przybył w rejon rozwinięcia brygady.
W Wołyńskiej Brygadzie Kawalerii wziął udział we wrześniu 1939 w bitwach pod Mokrą, w lasach Łobodna, pod Cyrusową Wolą, Cyganką. Na rozkaz dowódcy pułku ppłk. Andrzeja Kuczka sztandar został wycofany z pierwszej linii frontu i przetransportowany do koszar w Białokrynicy. Po dotarciu wieści o napaści na Polskę wojsk sowieckich, rano 17 września 1939 r. postanowiono przemieścić sztandar do Rumunii, celem zabezpieczenia i przechowania. W dniu 19 września rano, pod Złoczowem, pojawiły się w zasięgu wzroku osób konwojujących konno sztandar, przemieszczające się patrole i oddziały sowieckie. Rtm. Jan Chojnacki, aby uniknąć odebrania, zbezczeszczenia i profanacji sztandaru przez bolszewików, podjął decyzję o spaleniu sztandaru, co uczynił w obecności wachm. Stanisława Brzozowskiego i plut. Pawła Romańczuka. Część pułku pod dowództwem mjr. Juniewicza wzięła udział w bitwie pod Łomiankami. W październiku resztki pułku skapitulowały. Nazwisko dowódcy ppłk. Kuczka wymieniono na liście zamordowanych w Starobielsku.
W Wołyńskiej Brygadzie Kawalerii walczył 1 szwadron pułku pod Komarowem i Krasnobrodem. Oddzielne oddziały rozproszonego pułku wzięły udział w obronie Warszawy.
Za kampanię wrześniową pułk został odznaczony orderem Virtuti Militari.
| Obsada personalna we wrześniu 1939      | Obsada personalna we wrześniu 1939    | Obsada personalna we wrześniu 1939 |
| Stanowisko etatowe                      | Stopień, imię i nazwisko              | Uwagi                              |
| dowództwo                               | dowództwo                             | dowództwo                          |
| --------------------------------------- | ------------------------------------- | ---------------------------------- |
| dowódca pułku                           | ppłk Andrzej Kuczek                   | †1940 Charków                      |
| zastępca dowódcy pułku                  | mjr kaw. Józef Juniewicz              | †22 IX 1939 Łomianki               |
| kwatermistrz                            | mjr Oskar Berenson                    | †14 IX 1939 Wiązowna               |
| adiutant                                | rtm. Jan Kanty Zbroski                | PSZ na Zachodzie                   |
| oficer ordynansowy                      | ppor. Jerzy Fudakowski                | niemiecka niewola                  |
| oficer informacyjny                     | por. Tadeusz Schmidt                  |                                    |
| oficer broni i pgaz.                    | por. Stanisław Kazimierz Brzeziński   |                                    |
| dowódca szwadronu gospodarczego         | por. Michał Turgieniew                |                                    |
| szef kancelarii                         | plut. Jan Grabe                       |                                    |
| oficer żywnościowy                      | ppor. inż. Zygmunt Żaboklicki         |                                    |
| płatnik                                 | st. wachm. Władysław Oleksiewicz      |                                    |
| lekarz                                  | kpt. lek. Stefan Rettinger            |                                    |
| lekarz weterynarii                      | kpt. lek. wet. Eugeniusz Hoffman      |                                    |
| kapelan                                 | ks. kpl. Jan Markul                   |                                    |
| 1 szwadron                              |                                       |                                    |
| dowódca szwadronu                       | por. Stanisław Raczkowski             |                                    |
| dowódca I plutonu                       | pchor. / ppor. Andrzej Pawluk         |                                    |
| dowódca II plutonu                      | ppor. Stanisław Wysocki               |                                    |
| dowódca III plutonu                     | ppor. Włodzimierz Tabaka              |                                    |
| szef szwadronu                          | st. wachm. Jan Jakubczak              |                                    |
| 2 szwadron                              |                                       |                                    |
| dowódca szwadronu                       | rtm. Olgierd Jan Suryn                |                                    |
| dowódca I plutonu                       | ppor. Mirosław Dziekoński             |                                    |
| dowódca II plutonu                      | ppor. Adam Łoś                        |                                    |
| dowódca III plutonu                     | por. Zygmunt Żaboklicki               |                                    |
| szef szwadronu                          | wachm. Jan Wajland                    |                                    |
| 3 szwadron                              |                                       |                                    |
| dowódca szwadronu                       | rtm. Jerzy Hollak                     | †1 IX 1939 Mokra III               |
| dowódca I plutonu                       | ppor. rez. Zygfryd Dardas             | PKB, powstanie warszawskie         |
| dowódca II plutonu                      | ppor. Jerzy Dobrzeniecki              |                                    |
| dowódca III plutonu                     | pchor. / ppor. Zbigniew Kłopotowski   |                                    |
| szef szwadronu                          | st. wachm. Tomasz Baczyński           |                                    |
| 4 szwadron                              |                                       |                                    |
| dowódca szwadronu                       | rtm. Feliks Pruszyński                |                                    |
| dowódca I plutonu                       | ppor. Józef Czulak                    |                                    |
| dowódca II plutonu                      | pchor. / ppor. Jan Rostek             |                                    |
| dowódca III plutonu                     | pchor. / ppor. Henryk Skrzypczak      |                                    |
| szef szwadronu                          | st. wachm. Marian Korzeniowski        |                                    |
| szwadron ciężkich karabinów maszynowych |                                       |                                    |
| dowódca szwadronu                       | rtm. Antoni Kropielnicki              | niemiecka niewola                  |
| dowódca I plutonu                       | ppor. Tadeusz Schmidt                 |                                    |
| dowódca II plutonu                      | ppor. rez. Władysław Henryk Dziewicki | †1 IX 1939 Mokra III               |
| dowódca III plutonu                     | ppor. Kazimierz Florkowski            | †1 IX 1939 Mokra III               |
| szef szwadronu                          | st. wachm. Cezary Zawadzki            |                                    |
| pododdziały specjalne                   |                                       |                                    |
| dowódca plutonu przeciwpancernego       | ppor. Aleksander Zieńczyk             | PSZ na Zachodzie, rtm dypl.        |
| dowódca plutonu kolarzy                 | por. Eugeniusz Michał Sierosławski    | AK, †1943 Warszawa                 |
| dowódca plutonu łączności               | por. Michał Szrek                     | dowódca I/4 pp Leg. AK             |
| szef plutonu łączności                  | wachm. Stanisław Mazur                |                                    |

### W Polskich Siłach Zbrojnych
Zalążkiem 12 pułku Ułanów Podolskich w 2 Korpusie był Szwadron Przyboczny Dowódcy PSZ. W ZSRR dowódcą został rtm. Czesław Florkowski. W styczniu 1942 szwadron wraz z armią wyjechał do Taszkentu. 13 kwietnia 1942 z uwagi na zwiększony stan przemianowany na dywizjon z tytułem „Oddział przyboczny PSZ”. W dniu 5 sierpnia rozkazem nr L.dz. 45/tjn./42 Dowódcy PSZ w ZSRR  przemianowany został na Dywizjon Rozpoznawczy Dowództwa Armii. W dniu 17 października dywizjon zmienił nazwę na 12 pułk kawalerii pancernej. W maju 1943 r. pułk został przydzielony do 3 Dywizji Strzelców Karpackich i na mocy rozkazu dowódcy APW nr L.dz.1408/tjn/43 z dnia 4 maja 1943 roku otrzymał nazwę 12 Podolski Pułk Rozpoznawczy, a w grudniu nastąpiła ostateczna zmiana w nazwie na 12 pułk Ułanów Podolskich Z dniem 6 maja 1947 rozwiązany został 12 pułk Ułanów Podolskich. Na wielkim zjeździe 7 maja 1947 zostało powołane do życia Koło Żołnierzy 12 Pułku Ułanów Podolskich.
11 listopada 1966 roku nadano pułkowi Order Virtuti Militari

## Symbole pułkowe

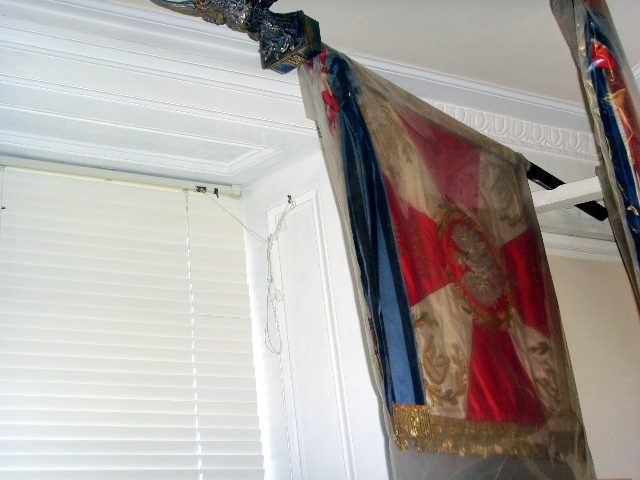
Sztandar pułku

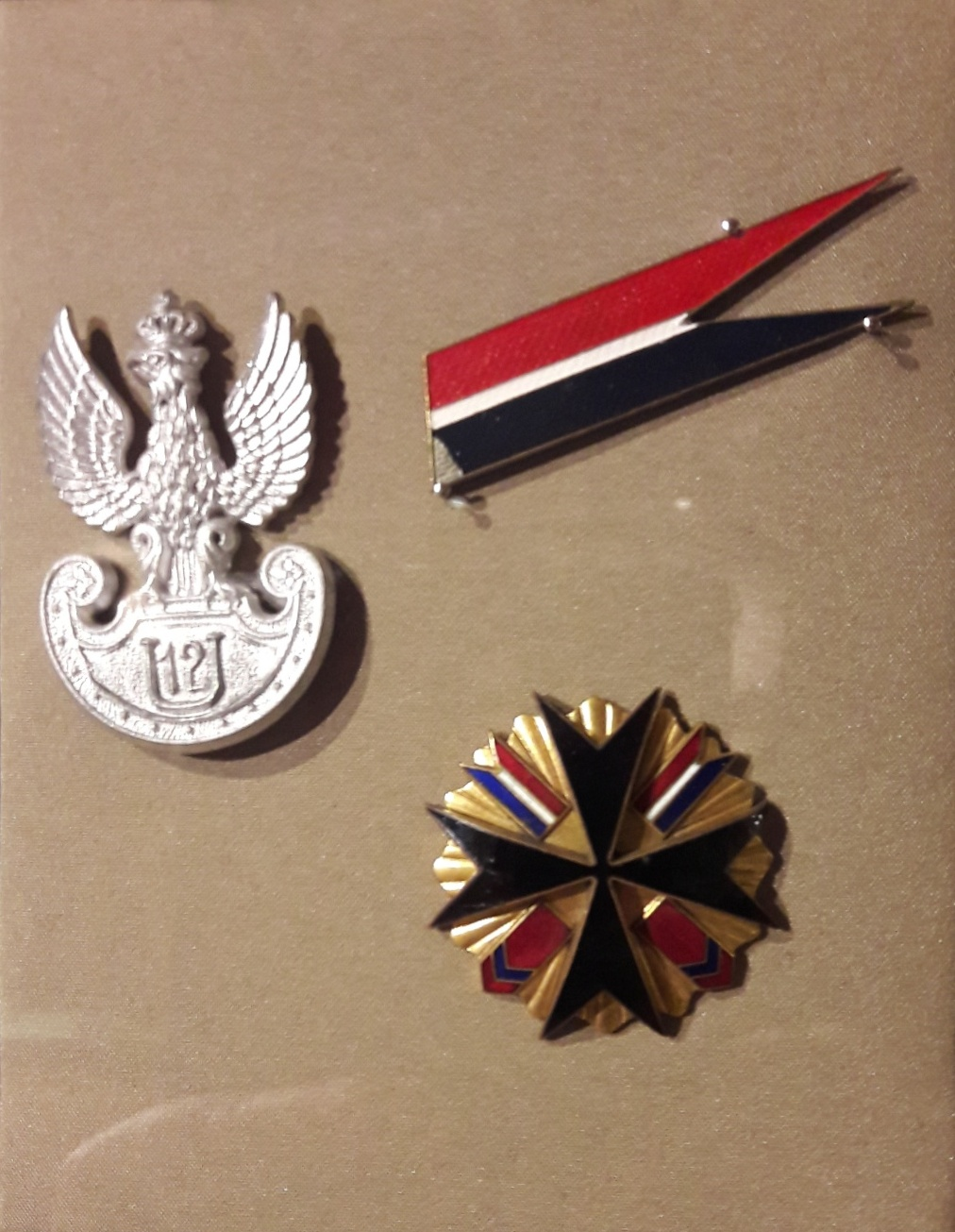
Orzełek, odznaka i proporczyk

### Sztandar
Pierwszy sztandar został spalony w 1939 roku.
11 listopada 1945 roku w Cingali generał dywizji Władysław Anders, w imieniu prezydenta RP, wręczył pułkowi sztandar ufundowany przez Polskie Siły Powietrzne w Wielkiej Brytanii. Rodzicami chrzestnymi sztandaru byli: Janina Bielińska, żona podpułkownika Adama Bielińskiego, i generał brygady Mateusz Iżycki, którego na ceremonii reprezentował dowódca 318 Dywizjonu Myśliwsko-Rozpoznawczego Gdańskiego, kapitan pilot Zbigniew Moszyński.
Na głównej stronie płata sztandaru umieszczono szachownice lotnicze, znak polowy pilota i odznakę oficera technicznego. Na odwrotnej, pośrodku motywu krzyża kawalerskiego, znalazł się wizerunek Matki Boskiej Ostrobramskiej.
Obecnie sztandar eksponowany jest w Instytucie Polskim i Muzeum im. gen. Sikorskiego w Londynie.

### Odznaka pamiątkowa
28 lutego 1922 roku Minister Spraw Wojskowych generał porucznik Kazimierz Sosnkowski zatwierdził odznakę pamiątkową 12 Pułku Ułanów. Odznaka o wymiarach 39x39 mm ma kształt czarno emaliowanego krzyża maltańskiego nałożonego na złocone promieniste słońce nawiązujące do herbu Podola. Między ramionami krzyża umieszczono dwa proporczyki w barwach amarantowo granatowych z białym paskiem i 2 patki amarantowo granatowe. Odznaka dwuczęściowa, wykonana w srebrze, emaliowana.

### Barwy
| Proporczyk | Opis                                                             |
| ---------- | ---------------------------------------------------------------- |
|            | Proporczyk amarantowo-granatowy z białym wąskim paskiem pośrodku |
|            | proporczyk dowództwa w 1939                                      |
|            | proporczyk 1 szwadronu w 1939                                    |
|            | proporczyk 2 szwadronu w 1939                                    |
|            | proporczyk 3 szwadronu w 1939                                    |
|            | proporczyk 4 szwadronu w 1939                                    |
|            | proporczyk 5 szwadronu ckm w 1939                                |
|            | proporczyk plutonu łączności w 1939                              |
| Inne       | Opis                                                             |
|            | Na czapce rogatywce – otok amarantowy                            |
|            | Szasery ciemnogranatowe, lampasy amarantowe, wypustka amarantowa |
|            | „Łapka” (do 1921) – karmazynowa                                  |

## Ułani Podolscy

### Dowódcy i zastępcy dowódcy pułku
| Stopień, imię i nazwisko         | Okres pełnienia służby | Kolejne stanowisko                    |
| Dowódcy pułku                    | Dowódcy pułku          | Dowódcy pułku                         |
| -------------------------------- | ---------------------- | ------------------------------------- |
| rtm. Włodzimierz Kownacki        | 1918                   |                                       |
| płk Henryk Kuncman               | do †14 IV 1918         |                                       |
| rtm. Hamilkar Szeliski           | 1918 – poległ          |                                       |
| płk Józef Tokarzewski            | 5 IV 1919 – 1920 ranny |                                       |
| mjr Zygmunt Rudnicki             | 1920                   |                                       |
| ppłk Stanisław Szantyr           | do 9 XI 1920           |                                       |
| rtm. Antoni Szuszkiewicz         | 1920                   |                                       |
| mjr Zbigniew Brochwicz-Lewiński  | 1920- ranny            |                                       |
| rtm. Tadeusz Komorowski          | 1920-ranny             |                                       |
| rtm. Tadeusz Dziewicki           | 1920                   |                                       |
| płk Mikołaj Antoni Koiszewski    | 1921 – 1 VI 1924       | dowódca XIII BK                       |
| płk Zygmunt Rudnicki             | 1 VI 1924 – 1929       | rejonowy inspektor koni w Ciechanowie |
| płk kaw. Rudolf Rupp             | III 1929 – VIII 1931   |                                       |
| ppłk dypl. Bronisław Rakowski    | 1931-1936              |                                       |
| ppłk kaw. Andrzej Kuczek         | 1936 – IX 1939         |                                       |
| Zastępcy dowódcy pułku           |                        |                                       |
| tyt. płk kaw. Jan Bronikowski    | od 20 X 1923           |                                       |
| ppłk kaw. Włodzimierz Kownacki   | do 1928                |                                       |
| ppłk kaw. Józef Henryk Trzciński | 26 IV 1928 – 1938      | dyspozycja dowódcy OK VI              |
| mjr kaw. Józef Juniewicz         | 1938 – 1939            |                                       |

### Żołnierze 12 pułku ułanów - ofiary zbrodni katyńskiej
Biogramy ofiar zbrodni katyńskiej znajdują się między innymi w bazach udostępnionych przez Ministerstwo Kultury i Dziedzictwa Narodowego oraz Muzeum Katyńskie.
| Nazwisko i imię       | stopień              | zawód             | miejsce pracy przed mobilizacją | zamordowany |
| --------------------- | -------------------- | ----------------- | ------------------------------- | ----------- |
| Babuchowski Marian    | podporucznik rezerwy | nauczyciel        | szkoła w Kruszewie              | Katyń       |
| Brzeziński Stanisław  | porucznik            | żołnierz zawodowy |                                 | Charków     |
| Hoffman Eugeniusz     | kapitan lek. wet.    | żołnierz zawodowy |                                 | Charków     |
| Mittelstaed Stanisław | podporucznik rezerwy | inżynier rolnik   |                                 | Charków     |

## Dziedzictwo tradycji pułku

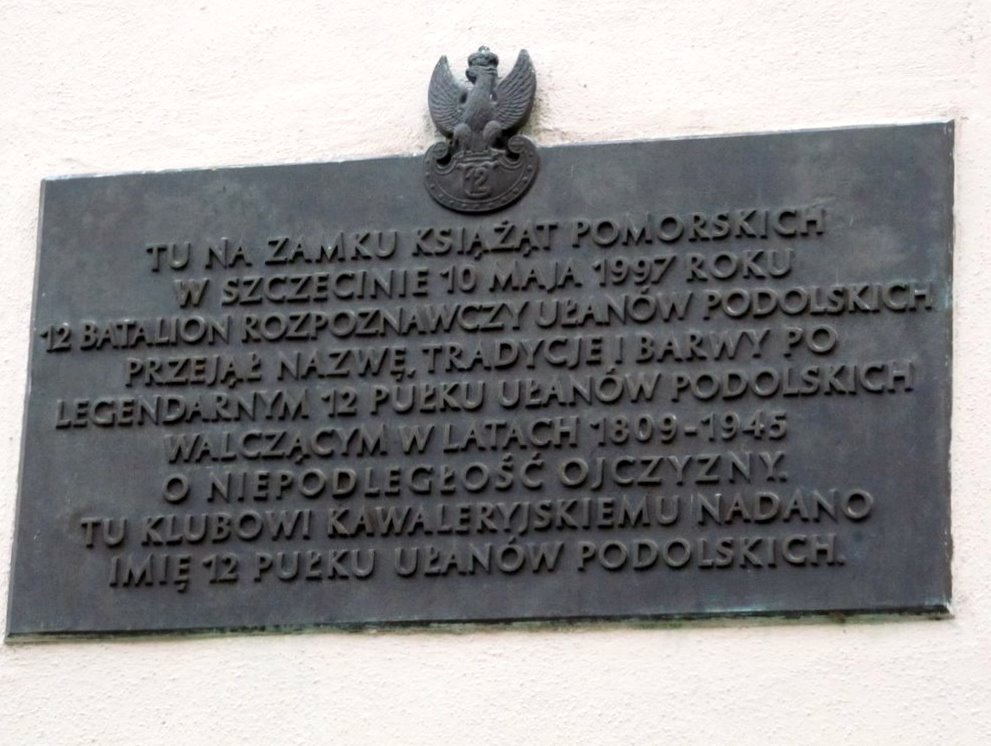
Tablica pamiątkowa

12 batalion rozpoznawczy Ułanów Podolskich ze Szczecina, przejął tradycje pułku i jego barwy. 7 maja 1997 dokonano wręczenia sztandaru batalionowi, a na jego płacie umieszczono Krzyż Srebrny Orderu Wojennego Virtuti Militari zdjęty z historycznego sztandaru 12 Pułku Ułanów.
W związku z rozformowaniem 12 batalionu rozpoznawczego Ułanów Podolskich, 21 grudnia 2010 r. batalion pożegnał swój sztandar, który został przekazany do Muzeum Wojska Polskiego w Warszawie. 22 lutego 2011 r. Decyzją Nr 51/MON z dnia 22 lutego, 12 batalion dowodzenia przyjął wyróżniającą nazwę „Ułanów Podolskich oraz przejął dziedzictwo tradycji m.in. 12 pułku Ułanów Podolskich i 12 batalionu rozpoznawczego Ułanów Podolskich
- W Częstochowie, w roku 1990, powstała 12 Częstochowska Drużyna Kawalerii Harcerskiej, która po nawiązaniu kontaktów z Kołem Krajowym i Kołem Londyńskim skupiających żołnierzy 12 pułku Ułanów Podolskich uzyskała zgodę do zdobywania imienia 12 pułku Ułanów Podolskich, które uzyskała w roku 1991.
- W Szczecinie 25 kwietnia 1997 powstało stowarzyszenie: Klub Kawaleryjski im. 12 pułku Ułanów Podolskich, którego pierwszym prezesem został Marek Magowski. Klub wniósł wielki wkład w organizację uroczystości przekazania 16 br barw i tradycji 12 pułku Ułanów Podolskich. Ojcem chrzestnym sztandaru wręczonego 12 batalionowi Ułanów Podolskich 7 maja 1997 został były żołnierz 16 br kpt. rez. Cezary Ćwil.

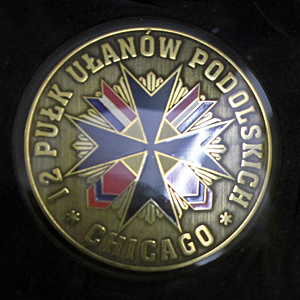
Odznaka pamiątkowa

- W Chicago, w roku 2000, powstał 12 pułk Ułanów Podolskich, który jest grupą rekonstrukcyjną, członkiem WWII Living History Regiment Society w USA. Nie jest organizacją paramilitarną, lecz grupą miłośników historii wojskowości, a zwłaszcza historii Polskich Sił Zbrojnych z okresu II wojny światowej.
- W Szczecinie, w roku 2001, 12 Szczeciński Wędrowniczy Krąg Kawaleryjski „Ułani”, noszący od 1990 do 2001 roku imię 8 pułku ułanów x. Józefa Poniatowskiego uzyskał imię 12 pułku Ułanów Podolskich.
- W Szczecinie od 2004 istnieje przy Kole Żołnierzy 12 pułku Ułanów Podolskich Sekcja Rekonstrukcji Historycznej.
- Od 2007 podjęły współpracę z Kołem Żołnierzy 12 pułku Ułanów Podolskich kolejna Drużyna Harcerska: – 19 Drużyna Harcerska „Modrzewie” z Telatyna i 25 Szczecińska Jeździecka Drużyna Harcerska „CELT” im. Białych Kurierów ze Szczecina.